# L'Abécédaire de Gilles Deleuze
L'Abécédaire de Gilles Deleuze (em português:  O Abecedário de Gilles Deleuze) é um documentário televisivo francês produzido por Pierre-André Boutang entre 1988 e 1989 e exibido em 1996, após a morte do filósofo Gilles Deleuze. Consiste em uma série de entrevistas entre Gilles Deleuze e Claire Parnet.

## Contexto
L'Abécédaire é o único documentário televisivo de Deleuze, que se recusava a aparecer em televisão e a dar entrevistas. Foi gravado sob a condição de que as conversas entre ele e Claire Parnet, amiga e ex-aluna, só seriam divulgadas post mortem auctoris  (depois da morte do autor). Está dividido em vinte e cinco temas, cada um com uma das letras do alfabeto. No período em que foi filmado, os livros de Deleuze O que é a filosofia? (1991) e Crítica e clínica (1993) ainda não haviam sido publicados.

## Temas
- A de Animal[2]
- B de Bebida (em francês:  Boisson)[3]
- C de Cultura
- D de Desejo
- E de Infância (em francês:  Enfant)
- F de Fidelidade
- G de Esquerda (em francês:  Gauche)
- H de História da filosofia
- I de Ideia
- J de Felicidade (em francês:  Joie)
- K de Kant
- L de Literatura
- M de Doença (em francês:  Maladie)
- N de Neurologia
- O de Ópera
- P de Professor
- Q de Questão
- R de Resistência (em francês:  Résistance)
- S de Estilo (em francês:  Style)
- T de Ténis
- U de Um
- V de Viagem
- W de Wittgenstein
- X  e Y de Incógnita
- Z de Ziguezague